# Енергетик (Тверська область)
Енергетик (рос. Энергетик) — селище в Конаковському районі Тверської області Російської Федерації.
Населення становить 224 особи. Входить до складу муніципального утворення місто Конаково.

## Історія
Від 2005 року входить до складу муніципального утворення місто Конаково.

## Населення
| 2010 |
| ---- |
| 224  |